# 德爾福斯 (愛荷華州)
德爾福斯（英語：Delphos）是一個位於美國愛荷華州靈戈爾德縣的城市。

## 地理
德爾福斯的座標為40°39′47″N 94°20′22″W / 40.66306°N 94.33944°W，而該地的平均海拔高度為347米（即1138英尺）。

## 人口
根據2010年美國人口普查的數據，德爾福斯的面積為0.57平方千米，當中陸地面積為0.57平方千米，而水域面積為0.00平方千米。當地共有人口25人，而人口密度為每平方千米43人。